# Dila Zuria
Dila Zuria (ou Dila Zuriya, littéralement « Grand Dila ») est un woreda du sud de l'Éthiopie situé dans la zone Gedeo autour de la ville de Dila. Ce district a 98 439 habitants en 2007 et fait partie de la région des nations, nationalités et peuples du Sud jusqu'au transfert de la zone  dans la région Éthiopie du Sud en août 2023.
Dila Zuria est bordé au sud-ouest par Wenago, à l'ouest par la région Oromia, au nord par la région Sidama et au sud-est par Bule. Il s'est détaché de son voisin Wenago au cours des années 2000.
D'après le recensement national de 2007, le district a une population totale de 98 439 habitants, tous ruraux. Environ 83 % des habitants sont protestants, 8 % sont de religions traditionnelles africaines, 5 % sont orthodoxes, 1 % sont catholiques et 1 % sont musulmans.
En 2022, la population est estimée sur le même périmètre à 128 050 personnes avec une densité de population de 1 047 personnes par km2 et 122 km2 de superficie.